# Réserve naturelle domaniale des Hautes-Fagnes

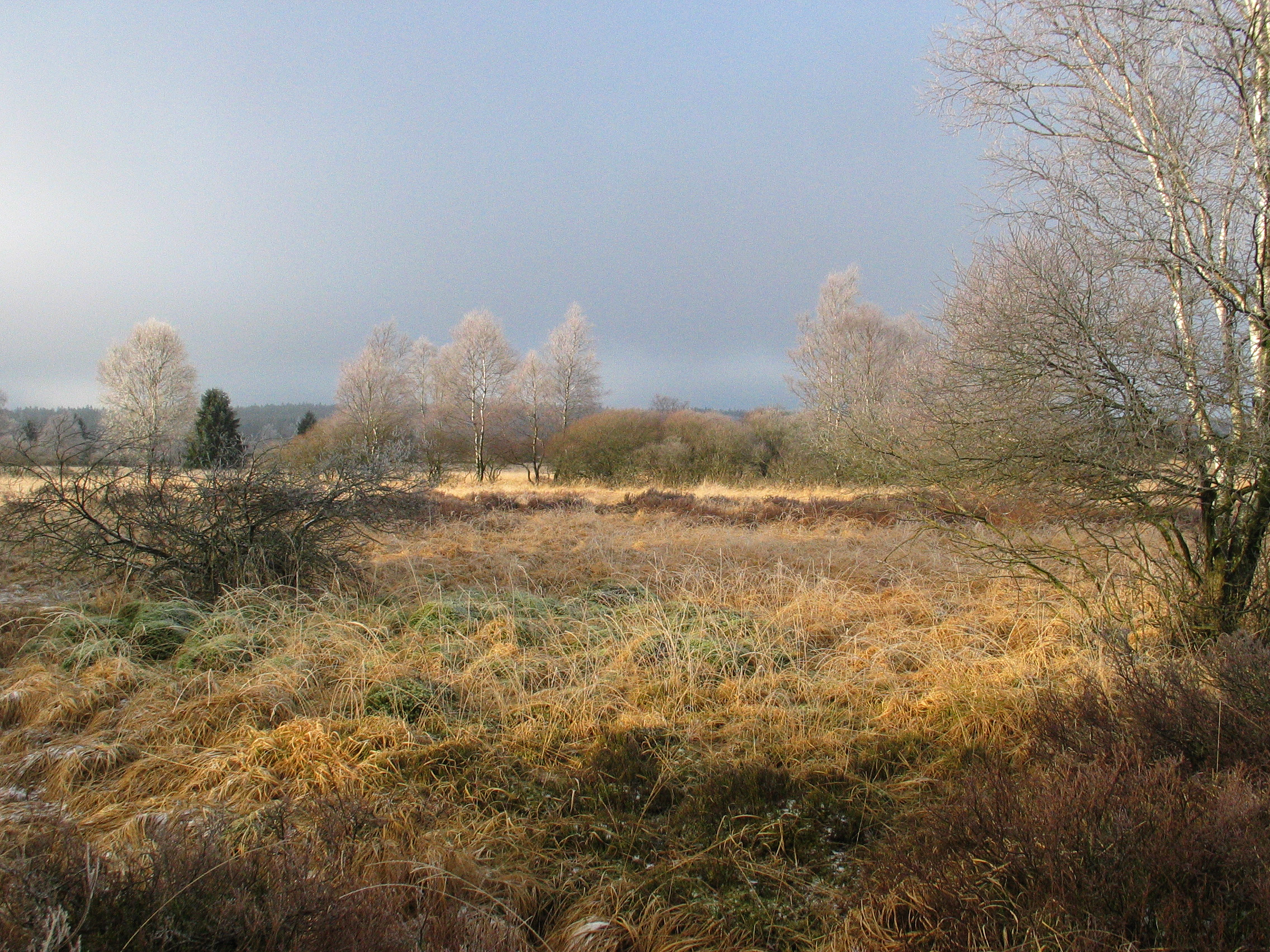
Paysage typique des Hautes-Fagnes

La réserve naturelle domaniale des Hautes-Fagnes a été créée par la Belgique en 1957 ; élargie à plusieurs reprises depuis lors, elle est définie par l'Arrêté du Gouvernement wallon du 31 mai 2000 portant création des réserves naturelles domaniales des Hautes-Fagnes.
Avec une surface totale de 4 501 ha, la réserve naturelle domaniale des Hautes-Fagnes est la plus grande réserve naturelle de Belgique. Située à l'Est de la Belgique à proximité de la frontière allemande, elle comprend essentiellement des tourbières hautes, entourées de landes plus sèches et de forêts de conifères, parfois de feuillus.

## Faune

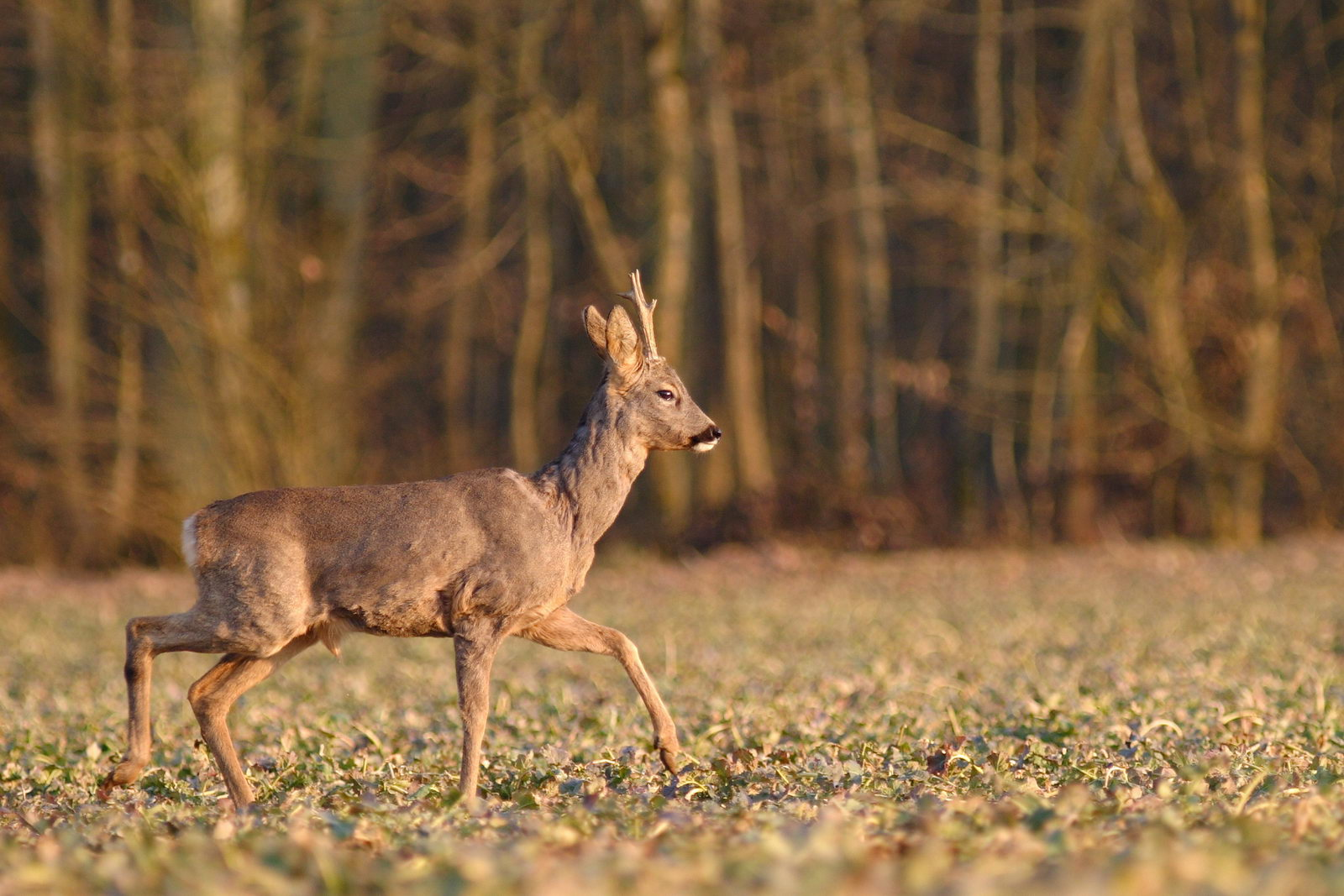
chevreuil

- odonates
  - Æschne subarctique
- mammifères
  - Chat sauvage
  - Cerf élaphe
  - Sanglier
  - Chevreuil
  - Martre des pins
  - Renard roux
  - Belette
- oiseaux
  - Tétras lyre
  - Caille des blés
  - Rouge-gorge
  - Locustelle tachetée
  - Pie-grièche grise
  - Pipit farlouse
  - Tarier pâtre
  - Traquet motteux
- reptile
  - Orvet